# Pomnik ofiar Fortu VII nad Rusałką w Poznaniu (północny brzeg)

Rozlokowanie pomników wojennych nad Rusałką w Poznaniu

Pomnik ofiar Fortu VII nad Rusałką w Poznaniu (północny brzeg) – pomnik w formie głazu pamiątkowego z napisem, upamiętniający ofiary nazistowskich mordów z 1940, zlokalizowany w Poznaniu, nad jeziorem Rusałka, na północnym brzegu, bezpośrednio nad wąskim ciekiem – Strumieniem Golęcińskim, nieopodal parkingu Rusałka i punktów małej gastronomii.

## Charakterystyka
W okresie II wojny światowej naziści, realizując program biologicznego wyniszczenia narodu polskiego, zamordowali w Poznaniu kilka tysięcy osób. Do najistotniejszych miejsc kaźni należały: Fort VII i Dom Żołnierza (miejska siedziba Gestapo). Z Fortu VII wywożono więźniów nad Jezioro Rusałka i masowo ich rozstrzeliwano w trzech miejscach, upamiętnionych pomnikami. Łącznie zabito tutaj ponad 2000 Polaków.
Na północnym brzegu akwenu znajduje się miejsce, w którym rozstrzelano najmniejszą grupę ludzi – około 20 osób w kwietniu 1940. Mordów dokonywali funkcjonariusze SS. Punkt ten upamiętniono po wojnie głazem, na którym wyryto napis: Miejsce uświęcone męczeńską krwią 20 bezimiennych mieszkańców Poznania więzionych w Forcie VII a potem w kwietniu 1940 roku straconych przez okupanta hitlerowskiego. Głazowi towarzyszą cztery betonowe pachołki połączone metalowym łańcuchem.